# NGC 1138
NGC 1138 (również PGC 11118 lub UGC 2408) – galaktyka soczewkowata (SB0), znajdująca się w gwiazdozbiorze Perseusza. Odkrył ją William Herschel 24 października 1786 roku.